# Farida Jalal
Farida Jalal (Nueva Delhi, 18 de mayo de 1949) es una veterana actriz india que ha actuado en más de doscientas películas de Bollywood. Conocida principalmente por su trabajo en el cine Hindi, también ha trabajado en películas en Telugu, Tamil y en inglés.
Jalal comenzó su carrera con Taqdeer (1967). Pasó a desempeñar papeles principales y de apoyo en numerosas películas durante la década de 1970 y principios de los años 1980. Es ampliamente recordada por sus papeles en Paras (1971), Henna (1991) y Dilwale Dulhania Le Jayenge (1995), por los que obtuvo el Premio Filmfare a la Mejor Actriz de Reparto. Se convirtió en un nombre familiar en el cine indio después de retratar roles maternales en la década de 1990 y principios del nuevo milenio. También ganó el Premio Críticos de Filmfare por Mejor Interpretación por su papel en Mammo (1994). Ganó el Premio a la Mejor Actriz en el Festival Internacional de Cine de Harlem en 2012 por su papel en A Gran Plan (2012).
Algunas de sus obras notables en televisión son las comedias Yeh Jo Hai Zindagi, Dekh Bhai Dekh, Shararat y Ammaji Ki Galli. Actuó en la telenovela Satrangi Sasural en el canal Zee TV interpretando el papel de Gomti Vatsal.